# The King of Fighters XV
The King of Fighters XV (ザ・キング・オブ・ファイターズ XV) est un jeu vidéo de combat développé et édité par SNK, sorti le 17 février 2022 sur PlayStation 4, PlayStation 5, Xbox Series et Microsoft Windows.

## Développement
Le développement de The King of Fighters XV est officiellement annoncé lors de l'EVO 2019,. Le jeu est à l'origine prévu pour une sortie au cours de l'année 2020,, mais le producteur du jeu Yasuyuki Oda (en) et le réalisateur Eisuke Ogura, annoncent finalement que le jeu est reporté à 2021, avec plus de contenu à explorer. 
Ils présentent en décembre 2020 le logo du jeu, une date pour un trailer de gameplay ainsi que des dessins de trois personnages révélant leur présence parmi la liste des combattants : Kyo Kusanagi, Benimaru Nikaido et Shun'ei. Le trailer officiel présente d'autres personnages au casting : K', Mai Shiranui et Leona Heidern et finit avec une date prévue pour 2021,.
Finalement, en août 2021, il est annoncé que le jeu est repoussé au 17 février 2022,.

## Personnages par équipes
| Teams & Personnages                                      | Teams & Personnages | Teams & Personnages | Teams & Personnages |
| -------------------------------------------------------- | --- | --- | --- |
| Team Hero                                                | Shun'ei | Meitenkun | Benimaru Nikaido |
| Team Sacred Treasures                                    | Kyo Kusanagi | Iori Yagami | Chizuru Kagura |
| Team Fatal Fury                                          | Terry Bogard | Andy Bogard | Joe Higashi |
| Team Orochi                                              | Yashiro Nanakase | Shermie | Chris |
| Team Art of Fighting                                     | Ryo Sakazaki | Robert Garcia | King |
| Team Ikari Warriors                                      | Leona Heidern | Ralf Jones | Clark Still |
| Team Secret Agent                                        | Blue Mary | Luong | Vanessa |
| Team Super Heroine                                       | Athena Asamiya | Mai Shiranui | Yuri Sakazaki |
| Team G.A.W [g]                                           | Antonov | Ramon | King of Dinosaurs |
| Team Rivals                                              | Isla [n] | Dolores [n] | Heidern |
| Team K'                                                  | K' | Whip | Maxima |
| Team Krohnen                                             | Krohnen [n] | Angel | Kula Diamond |
| Team Ash                                                 | Ash Crimson | Kukri | Elisabeth |
| Team Garou (DLC 1)                                       | Rock Howard | B. Jenet | Gato |
| Team South Town (DLC 2)                                  | Geese Howard | Billy Kane | Ryuji Yamazaki |
| Team Awakened Orochi (DLC 3)                             | Orochi Yashiro | Orochi Shermie | Orochi Chris |
| Team Samurai (DLC 4)                                     | Haohmaru | Nakoruru | Darli Dagger |
| Personnages Solo                                         | Omega Rugal (DLC gratuit), Goenitz (DLC gratuit) Shingo Yabuki (DLC 5), Kim Kaphwan (DLC 6), Sylvie Paula Paula (DLC 7), Najd (DLC 8), Duo Lon (DLC 9), Hinako Shijou (DLC 10) | Omega Rugal (DLC gratuit), Goenitz (DLC gratuit) Shingo Yabuki (DLC 5), Kim Kaphwan (DLC 6), Sylvie Paula Paula (DLC 7), Najd (DLC 8), Duo Lon (DLC 9), Hinako Shijou (DLC 10) | Omega Rugal (DLC gratuit), Goenitz (DLC gratuit) Shingo Yabuki (DLC 5), Kim Kaphwan (DLC 6), Sylvie Paula Paula (DLC 7), Najd (DLC 8), Duo Lon (DLC 9), Hinako Shijou (DLC 10) |
| - n. nouveau personnage - g. Team Galaxy Anton Wrestling | | | |